# Adamsgambiet
Het Adamsgambiet is een variant in de Weense opening die genoemd is naar de Engelse schaker Michael Adams. Het gambiet heeft als beginzetten: 1.e4 e5 2.Pc3 Pf6 3.Lc4 Pxe4 4.Dh5
Eco-code C27.
De opening is ingedeeld in de open spelen.